# 第三十二届超级碗

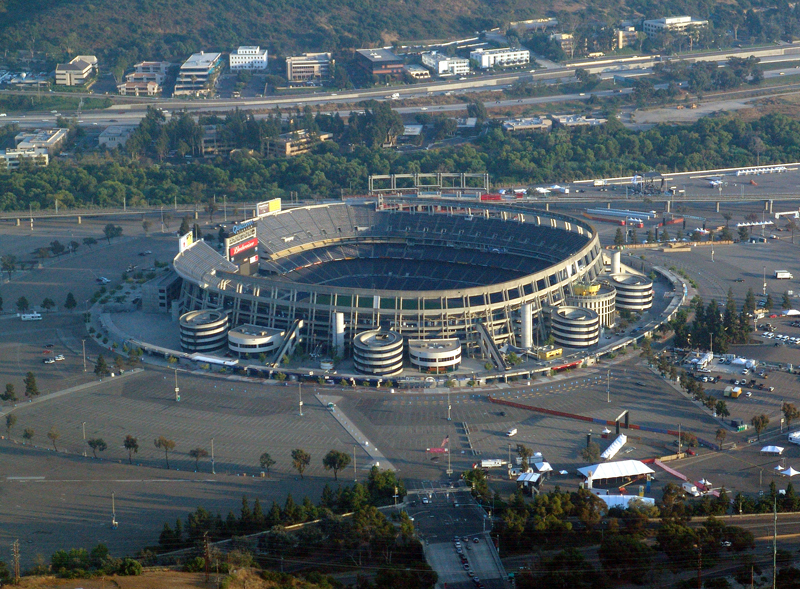
高通體育場，第三十二屆超級盃的舉辦地

第三十二届超级碗（Super Bowl XXXII）是美国国家橄榄球联盟1997赛季的总决赛，由美联冠军丹佛野马队对阵国联冠军绿湾包装工队。比赛于1998年1月25日在圣迭戈的高通体育场（Qualcomm Stadium）举行。
最终，丹佛野马队以31-24战胜绿湾包装工队，第一次夺得超级碗冠军。跑卫特雷尔·戴维斯（Terrell Davis）获得最有价值球员称号。